# Buffalo (Missouri)
Buffalo város az USA Missouri államában. Lakosainak száma 3290 fő (2020. április 1.).

## Népesség
A település népességének változása:

| 2010 | 3 084 |
| 2020 | 3 290 |